# روبرت مالمبيرغ
روبرت مالمبيرغ (بالفنلندية: Kaarlo Lauri Torvald Malmberg)‏ هو عسكري وسياسي فنلندي، ولد في 8 مايو 1888 في هلسنكي في فنلندا، وتوفي بنفس المكان في 14 مارس 1948.